# Všechno přiznávám, všechno
Všechno přiznávám, všechno (v originále Ich gestehe alles) je román rakouského spisovatele J. M. Simmela z roku 1952.

## Děj
James Elroy Chandler je americký scenárista žijící v Německu. Má manželku Margaretu a milenku Jolantu a jednou, když od ní odchází, dostane záchvat. Probudí se až v nemocnici. Tam na něho čekají různé testy. Doktoři mají podezření, že má nádor na mozku. Všechny testy ale ukázaly, že je to jen neškodná zbytnělina. Okolí se k němu chová přátelsky a s ohledem, a právě proto mu to začne být podezřelé. Téměř detektivním způsobem se dozví, že jeho dny jsou sečteny, a on se chce snažit odpoutat od manželky a milenky a někam utéct.
Změní si jméno a spolu s neodbytnou Jolantou odjíždí do Rakouska. V Rakousku se seznamuje s mladou nadanou herečkou Vilmou a o něco později si oba uvědomí, že se milují.
Ale James alias Walter Frank dostane další záchvat a je potřeba mu píchnout první dávku morfia. A na scéně se objevuje bývalý manžel Jolanty. Začne je oba vydírat a Jolanta a James se rozhodnou, že ho zabijí. Zabijí ho, ale Jamese trápí černé svědomí. Pokud chce být opravdu volný a svobodný, musí zabít i Jolantu.
A tak zabije i ji, ale Jolanta tušila, že se to stane a napsala Vilmě dopis, že ji James zabil. A přestože ho Vilma miluje, musí ho opustit, protože má z něho strach. James chce skoncovat se životem, ale vyruší ho doktor Freund. Chce s ním mluvit o Jamesově chlapci. Martin je duševně nemocné dítě: má násilnickou povahu, ale přesto se v péči doktora Freunda mění v hodného a citlivého chlapce.
Jamesův stav se zhoršuje. Ví, že brzy zemře, a protože se sblížil s doktorem Freundem, vypoví mu celý příběh. Doktor Freund ho vybídne, aby vše svěřil papíru. A James píše a 7. dubna 1952 v půli psaného slova vydechne naposled.

## Citace
Vím, že už nebudu dlouho živ. Slova mnichovského specialisty mi zní v uchu dodnes: „Když má pacient štěstí, zasáhne ho smrt jako blesk, ve vteřině, nedokončí krok, ke kterému vykročil, nedořekne větu, kterou začal, nedopíše slovo, které začal psát.“
Ale i kdyby mě teď hned uprostřed slova, které píšu, smrt stihla, byl bych šťastný.
Nemyslel jsem, že ještě někdy dosáhnu pokoje. Ale dosáhl jsem ho. Nemyslel jsem si, že ještě někdy budu šťastný. A jsem. Žil jsem v nenávisti, a ne v lásce. ale nenávist je smrt. A láska je život. Teď už nechci nenávidět, teď už chci konečně mil…